# Samsung Galaxy J2 (2016)
O Samsung Galaxy J2 (2016) é um smartphone projetado, fabricado e comercializado pela Samsung Electronics. Foi lançado em julho de 2016. É o primeiro celular da Samsung a apresentar o Smart Glow.